# Demaniella modestus
Demaniella modestus är en rundmaskart. Demaniella modestus ingår i släktet Demaniella och familjen Diplogasteridae. Inga underarter finns listade i Catalogue of Life.